# Saljoet 6
Saljoet 6 (Russisch: Салют-6) was een ruimtestation uit het Sovjet-bemande-ruimtevaartprogramma. Het werd op 29 september 1977 in een baan om de aarde gebracht en was het derde civiele ruimtestation uit het Saljoet-programma. Tevens was dit het eerste Saljoet-ruimtestation van de tweede generatie. De meest opvallende vernieuwing ten opzichte van de voorgaande generatie was een tweede koppelpoort aan de achterzijde. Voordeel daarvan was dat er tijdens het verblijf van een bemanning een onbemand Progress-bevoorradingruimteschip kon aanmeren, waardoor veel langere verblijven in de ruimte mogelijk werden. Tussen 1977 en 1981 werd de Saljoet 6 in totaal zestien keer bemand. De eerste bemanning verbrak met een verblijf van 96 dagen direct het verblijfsrecord van het Amerikaanse ruimtestation Skylab (83 dagen). De langst aan boord verblijvende bemanning heeft het er 185 dagen uitgehouden. Tijdens twaalf bevoorradingsvluchten is er meer dan 20 ton voedsel, brandstof en andere spullen aan boord gebracht.
Behalve kosmonauten uit de Sovjet-Unie zijn er ook kosmonauten uit Tsjechoslowakije, Hongarije, Polen, Roemenië, Cuba, Mongolië, Vietnam en de DDR aan boord geweest in het kader van het Interkosmos-programma. Na de laatste bemande missie in mei 1981 heeft de Saljoet 6 nog enige tijd onbemand gevlogen, gekoppeld aan een onbemand TKS-ruimteschip, om vervolgens op 29 juli 1982 terug te keren in de dampkring.

## Ontwikkeling en ontwerp
Saljoet 6 vormde de start van de overgang naar ruimtestations die uit meer dan één module werden opgebouwd. Ook deze keer werd een al gebouwde romp uit het militaire Almaz-programma als uitgangspunt genomen, net als de voorgaande ruimtestations. Meest opvallende kenmerk was de toevoeging van een tweede koppelpoort. Op een groot aantal punten kwam de uitrusting van Saljoet 6 overeen met het ontwerp van Saljoet 4, maar er waren ook vele verbeteringen.

### Verbeteringen
Saljoet 6 beschikte over twee koppelpoorten. Naast het Sojoez-ruimteschip van de bemanning kon dan ook een Progress-ruimtevrachtschip afmeren met nieuwe voorraden voor bemanning en het ruimtestation. Voor vloeistoffen zoals water en brandstof was de tweede koppelpoort, aan de achterzijde van het station, uitgerust met koppelbare leidingen zodat deze vloeistoffen rechtstreeks en geautomatiseerd vanuit het Progress-vrachtschip overgepompt konden worden naar opslagtanks in het Saljoet-ruimtestation.
Als er geen Progress aangemeerd was werd de tweede koppelpoort gebruikt voor bemanningsuitwisselingen via een tweede Sojoez-ruimteschip. Een nieuwe Sojoez-capsule werd dan omhoog gebracht door een bemanning die gedurende enkele dagen op bezoek kwam om daarna met de "oude" Sojoez-capsule van de hoofdbemanning van het ruimtestation terug te keren. Zodoende kon een hoofdbemanning langer dan drie maanden in het station verblijven en toch altijd beschikken over een "verse" Sojoez-capsule om terug te keren.
De toevoeging van de tweede koppelpoort forceerde een volledig herontwerp van de systemen voor voortstuwing en standregeling, omdat niet langer gebruikgemaakt kon worden van een aangepaste module van een Sojoez-ruimteschip. Aan weerszijden van de achterste koppelpoort werden twee nieuwe hoofdmotoren (voor baancorrecties) gesitueerd, samen met 32 stuurraketjes voor de standregeling. Beide systemen maakten gebruik van dezelfde tanks met brandstoffen.
Om de bemanning te ontlasten beschikte Saljoet 6 over een verbeterde versie van het volledig automatisch systeem voor standregeling en baangeleiding ("Delta") dat eveneens de controle overnam bij de nadering en koppeling van Sojoez- en Progress-ruimteschepen.
Van de voorgaande Saljoet 4 werden de drie draaibare zonnepanelen overgenomen die automatisch de zon bleven volgen met behulp van zonnesensoren en elektromotoren. De communicatieantennes waren aan de zonnepanelen bevestigd.
De luchtsluis bij de koppelpoort aan de voorzijde was uitgerust met twee nieuwe Orlan-D-ruimtepakken die flexibeler waren en daardoor veel beter bruikbaar dan de ruimtepakken aan boord van Saljoet 4.
Verder waren de leefomstandigheden voor de bemanning sterk verbeterd door geluidsisolatie toe te passen rond de vele machinerie aan boord, de aanwezigheid van een douche, een fornuis en stromend water, en goede slaapplaatsen voor de bemanningsleden. Daarnaast waren een ergometer, een loopband en diverse andere systemen aan boord om de bemanning fit te houden tijdens hun langdurige verblijven.

### Bijtanken vanSaljoetdoorProgress
Eerdere Saljoets benutten kerosine en salpeterzuur als brandstof voor hun hoofdmotoren; voor het standregelmechanisme werd daarentegen gebruikgemaakt van waterstofperoxide. Maar Saljoet 6 gebruikte voor alle motoren een mengsel van UDMH en stikstoftetroxide. Dit leverde twee voordelen op: eenvoudigere bediening en verbeterde stuwkracht.
Het station had drie brandstoftanks en drie tanks voor het oxidatiemiddel, bestaande uit flexibele zakken voor de vloeistoffen. Hiervan wendden de Russen er slechts vier aan: de andere twee dienden als reserve. Onder een druk van 200 bar stroomde stikstof via een reduceerventiel tussen de zak en de binnenwand. Dit leverde een druk van 20 bar die de stuwstoffen naar de motoren leidde. Als de tanks bijna leeg waren, pompte de bemanning de stikstof terug in de drukflessen, waarna de Progress zijn tanks leegpompte.

### Instrumenten voor onderzoek
Voor toegepast wetenschappelijk onderzoek beschikte Saljoet 6 over een uitgebreide set instrumenten voor astrofysische waarnemingen en biomedisch onderzoek:
- BST-1M multispectrale telescoop voor astronomische waarneming in uv- en infrarood licht
- Jelena gammastralingtelescoop
- MKF-6M multispectrale camera voor aardobservatiedoeleinden
- KT-140 hoge-resolutie topografische camera
- KRT-10 radiotelescoop, later bezorgd door een Progress-ruimtevrachtschip
- Splav en Kristall oven voor onderzoek aan kristallen en metaal-legeringen
- Oasis plantenkas voor onderzoek aan plantengroei in gewichtloosheid
- Polinom systeem voor cardio-vasculair onderzoek

## Missieverslag
Op 29 september 1977 werd Saljoet 6 gelanceerd boven op een Proton-K-raket van het Baikonoer Kosmodroom in Kazachstan. Elf dagen later vertrok Sojoez 25 als eerste bemande missie, maar de koppeling met de voorste koppelpoort van het ruimtestation mislukte waarna Sojoez 25 onverrichter zake moest terugkeren.
Omdat niet duidelijk was of de mislukte koppeling te wijten was aan de voorste koppelpoort van Saljoet 6, koppelde de volgende bemande Sojoez aan de achterste koppelpoort en voerde een ruimtewandeling uit om de voorste koppelpoort te inspecteren. Geconstateerd werd dat deze volkomen in orde was.
Vanaf dat moment werden reguliere bemande operaties met het ruimtestation uitgevoerd. Zes primaire bemanningen bemanden het station over een periode van bijna vier jaar, en werden tussendoor bezocht door tien bezoekende bemanningen die "verse" Sojoez-ruimteschepen achterlieten en naar de aarde terugkeerden in de "oude" Sojoez-ruimteschepen. Veel van deze kortere missies waren in het kader van het Interkosmos-programma waarmee kosmonauten uit landen van het Warschaupact en andere socialistische landen de gelegenheid kregen naar de ruimte te vliegen. Tussendoor arriveerden in totaal ook 12 Progress-vrachtschepen die in totaal meer dan 20 ton vracht afleverden bij het ruimtestation. De derde primaire bemanning bleef met 185 dagen als langste aan boord en voerde onder andere een gecompliceerde reparatie uit aan een lekkage in de voorstuwingsmodule. Bovendien ontvingen zij de KRT-10-radiotelescoop via een Progress-vrachtschip en ontplooiden deze naast de achterste koppelpoort. Toen deze 3 weken later werd afgestoten was een ongeplande ruimtewandeling nodig omdat de radiotelescoop achter een doelwit van de koppelpoort bleef hangen.
Via Sojoez 33 had een "verse" Sojoez-capsule aangeleverd moeten worden, maar dit ging niet door nadat de hoofdmotor van Sojoez 33 faalde. Daarom werd later de Sojoez 34-capsule onbemand naar het ruimtestation gelanceerd ter vervanging van de "oude" Sojoez 32.
Tijdens Saljoet 6 werd ook overgestapt van de oude Sojoez 7K-T-versie op de nieuw ontwikkelde opvolger Sojoez-T. De eerste hiervan koppelde onbemand aan en bleef 95 dagen aanwezig. De Sojoez T-3-missie betrof vooral reparaties aan het ouder wordende ruimtestation. Tijdens de missie van Sojoez T-4 werd een vastzittend zonnepaneel van het ruimtestation hersteld.
De laatste langdurige bemanning verliet Saljoet 6 op 26 mei 1981. Op 19 juni van dat jaar koppelde het onbemande vrachtschip Cosmos 1267 aan Saljoet 6 waarmee het station op 29 juli 1982 terugkeerde in de atmosfeer waarbij het station volledig werd vernietigd.

## Specificaties
- Lengte - 15,8 m
- Maximale diameter - 4,15 m
- Leefbaar volume - 90 m³
- Gewicht bij lancering - 19.824 kg
- Lanceervoertuig - Proton-K-raket (drie-traps)
- Aantal zonnepanelen - 3
- Oppervlakte van zonnepanelen - 60 m²
- Spanwijdte over zonnepanelen - 17 m
- Elektriciteit productie - 4 kW
- Bevoorrading - Sojoez 7K-T- en Sojoez T-ruimtecapsules, Progress-ruimtevrachtschepen
- Aantal koppelingspoorten - 2
- Aantal bemande missies - 18
- Aantal onbemande missies - 13
- Aantal langdurige bemande missies - 6
- Aantal hoofdmotoren - 2
- Stuwkracht per hoofdmotor - 2,9 kN

## Missies en bemanning
| Missienaam en bemanning                                                         | Lanceerdatum/tijd              | Heenreis   | Landingdatum/tijd              | Terugreis  | Duur dgn-uur:min:sec | Verslag                                                              |
| ------------------------------------------------------------------------------- | ------------------------------ | ---------- | ------------------------------ | ---------- | -------------------- | -------------------------------------------------------------------- |
| Saljoet 6 - Sojoez 25 Vladimir Kovaljonok, Valeri Rjoemin                       | 9 oktober 1977 02:40:35 UTC    | Sojoez 25  | 11 oktober 1977 03:25:20 UTC   | Sojoez 25  | 2 - 00:44:45         | Koppeling mislukt.                                                   |
| Saljoet 6 - EO-1 Joeri Romanenko, Georgi Gretsjko                               | 10 december 1977 01:18:40 UTC  | Sojoez 26  | 16 maart 1978 11:18:47 UTC     | Sojoez 27  | 96 - 10:00:07        | Eerste langdurige bemanning.                                         |
| Saljoet 6 - EP-1 Vladimir Dzjanibekov, Oleg Makarov                             | 10 januari 1978 12:26:00 UTC   | Sojoez 27  | 16 januari 1978 11:24:58 UTC   | Sojoez 26  | 5 - 22:58:58         | Sojoez 26 gewisseld voor Sojoez 27.                                  |
| Saljoet 6 - EP-2 Aleksej Goebarev, Vladimír Remek - Tsjechoslowakije            | 2 maart 1978 15:28:00 UTC      | Sojoez 28  | 10 maart 1978 13:44:00 UTC     | Sojoez 28  | 7 - 22:16:00         | Eerste Interkosmos-missie.                                           |
| Saljoet 6 - EO-2 Vladimir Kovaljonok, Aleksandr Ivantsjenkov                    | 15 juni 1978 20:16:45 UTC      | Sojoez 29  | 2 november 1978 11:04:17 UTC   | Sojoez 31  | 139 - 14:47:32       | Tweede langdurige bemanning.                                         |
| Saljoet 6 - EP-3 Pjotr Klimoek, Mirosław Hermaszewski - Polen                   | 27 juni 1978 15:27:21 UTC      | Sojoez 30  | 5 juli 1978 13:30:20 UTC       | Sojoez 30  | 7 - 22:02:59         | Tweede Interkosmos-missie.                                           |
| Saljoet 6 - EP-4 Valeri Bykovski, Sigmund Jähn - DDR                            | 26 augustus 1978 14:51:30 UTC  | Sojoez 31  | 3 september 1978 11:40:34 UTC  | Sojoez 29  | 7 - 20:49:04         | Interkosmos-missie. Sojoez 29 gewisseld voor Sojoez 31.              |
| Saljoet 6 - EO-3 Vladimir Ljachov, Valeri Rjoemin                               | 25 februari 1979 11:53:49 UTC  | Sojoez 32  | 19 augustus 1979 12:29:26 UTC  | Sojoez 34  | 175 - 00:35:37       | Derde langdurige bemanning. Sojoez 32 onbemand geland.               |
| Saljoet 6 - Sojoez 33 Nikolaj Roekavisjnikov, Georgi Ivanov - Bulgarije         | 10 april 1979 17:34:34 UTC     | Sojoez 33  | 12 april 1979 16:35:40 UTC     | Sojoez 33  | 1 - 23:01:06         | Interkosmos-missie. Geen koppeling door defecte Sojoez.              |
| Saljoet 6 - Sojoez 34 Onbemand gelanceerd, vervanging van Sojoez 32             | 6 juni 1979 18:12:41 UTC       | Sojoez 34  | 19 augustus 1979 12:29:26 UTC  | Sojoez 34  | 73 - 18:16:45        | Vervanging van Sojoez 32, terugkeer met bemanning van EO-3-missie.   |
| Saljoet 6 - Sojoez T-1 Onbemande testvlucht van nieuwe Sojoez-T                 | 16 december 1979               | Sojoez T-1 | 25 maart 1980                  | Sojoez T-1 | 99 dagen             | Onbemande testvlucht van Sojoez T, 95 dagen gekoppeld aan Saljoet 6. |
| Saljoet 6 - EO-4 Leonid Popov, Valeri Rjoemin                                   | 9 april 1980 13:38:22 UTC      | Sojoez 35  | 11 oktober 1980 09:49:57 UTC   | Sojoez 37  | 184 - 20:11:35       | Vierde langdurige bemanning.                                         |
| Saljoet 6 - EP-5 Valeri Koebasov, Bertalan Farkas - Hongarije                   | 26 mei 1980 18:20:39 UTC       | Sojoez 36  | 3 juni 1980 15:06:23 UTC       | Sojoez 35  | 7 - 20:45:44         | Interkosmos-missie. Sojoez 35 gewisseld voor Sojoez 36.              |
| Saljoet 6 - EP-6 Joeri Malysjev, Vladimir Aksjonov                              | 5 juni 1980 14:19:30 UTC       | Sojoez T-2 | 9 juni 1980 12:39:00 UTC       | Sojoez T-2 | 3 - 22:19:30         | Eerste bemande testvlucht van Sojoez T.                              |
| Saljoet 6 - EP-7 Viktor Gorbatko, Phạm Tuân - Vietnam                           | 23 juli 1980 18:33:03 UTC      | Sojoez 37  | 31 juli 1980 15:15:02 UTC      | Sojoez 36  | 7 - 20:41:59         | Interkosmos-missie. Sojoez 36 gewisseld voor Sojoez 37.              |
| Saljoet 6 - EP-8 Joeri Romanenko, Arnaldo Tamayo Méndez - Cuba                  | 18 september 1980 19:11:03 UTC | Sojoez 38  | 26 september 1980 15:54:27 UTC | Sojoez 38  | 7 - 20:43:24         | Interkosmos-missie.                                                  |
| Saljoet 6 - EO-5 Leonid Kizim, Oleg Makarov Gennadi Strekalov                   | 27 november 1980 14:18:28 UTC  | Sojoez T-3 | 10 december 1980 09:26:10 UTC  | Sojoez T-3 | 12 - 19:07:42        | Eerste missie gewijd aan reparaties aan Saljoet 6.                   |
| Saljoet 6 - EO-6 Vladimir Kovaljonok, Viktor Savinych                           | 12 maart 1981 19:00:11 UTC     | Sojoez T-4 | 26 mei 1981 12:37:34 UTC       | Sojoez T-4 | 74 - 17:37:23        | Zesde langdurige bemanning.                                          |
| Saljoet 6 - EP-9 Vladimir Dzjanibekov, Zjoegderdemidijn Goerragtsjaa - Mongolië | 22 maart 1981 14:58:55 UTC     | Sojoez 39  | 30 maart 1981 11:40:58 UTC     | Sojoez 39  | 7 - 20:42:03         | Interkosmos-missie.                                                  |
| Saljoet 6 - EP-10 Leonid Popov, Dumitru Prunariu - Roemenië                     | 14 mei 1981 17:16:38 UTC       | Sojoez 40  | 22 mei 1981 13:58:30 UTC       | Sojoez 40  | 7 - 20:41:52         | Interkosmos-missie.                                                  |

- Gemeinsame Normdatei: 4206979-8
- Library of Congress Control Number: n84219379
- Virtual International Authority File: 158331595